# Craton du Kaapvaal

Cratons d'Afrique australe.

Le craton du Kaapvaal, dont le centre se trouve dans la province du Limpopo en Afrique du Sud est, avec le craton de Pilbara dans l'ouest australien, la seule zone où l'on trouve des roches crustales intactes datant de 3,6 à 2,5 Ga (milliards d'années). La similarité entre les roches des deux cratons, particulièrement la séquence de recouvrement de l'Archéen tardif, suggère qu'ils firent partie du supercontinent nommé Vaalbara. Le Kaapvaal est l'un des cinq grands cratons marquant la géologie de l'Afrique. 

## Description
Le craton du Kaapvaal couvre une zone de 1 200 000 km2 ; il est relié au nord au craton du Zimbabwe par la ceinture du Limpopo. Au sud et à l'ouest, il est flanqué d'orogènes protérozoïques et, à l'est, par le monoclinal du Lebombo, contenant des roches ignées du Jurassique associées à la fracture du Gondwana.
Il s'est formé et stabilisé entre 3,7 et 2,6 Ga par la mise en place de batholites granitiques qui épaissirent et stabilisèrent la croûte continentale lors des premiers moments d'un cycle de volcanisme en arc et de sédimentation. Le craton est un mélange de terranes de diorites granitiques, datant de l'archéen (3 à 3,5 Ga) et de gneiss tonalitique, daté de 3,6 à 3,7 Ga, ayant subi l'intrusion de plutons granitiques entre 3,3 et 3 Ga. L'évolution ultérieure du craton (3 à 2,7 Ga) est associée à une collision continentale qui causa une superposition de bassins remplis d'épaisses couches de roches volcaniques et sédimentaires. Suivirent des épisodes d'extension et de déchirures de la lithosphère (rifting) lorsque les séquences Gaborone-Kanye et Ventersdorp se développèrent. La croûte archéenne ancienne n'est exposée que sur le côté est du craton et comprend un mélange de sous-domaines et de blocs crustaux caractérisés par des roches ignées distinctes et des déformations.
Le métamorphisme de l'archéen tardif fit se rejoindre la zone marginale sud du craton du Kaapvaal et la zone marginale nord du craton du Zimbabwe, il y a environ 2,8 à 2,5 Ga, le long de la ceinture orogénique du Limpopo, large de 250 km. Cette ceinture est une zone orientée est-nord-est de granulites à faciès tectonite qui sépare les terranes de diorite granitique des cratons du Kaapvaal et du Zimbabwe.

## Zone centrale du Limpopo
L'évolution de la zone centrale de la ceinture du Limpopo peut se résumer en trois périodes principales : de 3,2 à 2,9 Ga, 2,6 Ga et 2 Ga.
La première se caractérise par une activité magmatique intense conduisant à la formation archéenne dite « Tonalite-Trondhjémite-Granodiorite » (aggrégat de roches formé par fusion de la croûte mafique hydratée sous haute pression) tels le gneiss de la rivière Sand et l'intrusion granitique de Bulai. Les conditions du protérozoïque ancien entraînèrent une fusion partielle qui produisit de grandes quantités de magma granitique.
Il n'y a pas d'informations permettant de penser que la succession géologique qui s'est étagée du Néoarchéen au Paléoprotérozoïque dans le craton provenait de l'épisode orogénique de 2,65-2,7 Ga dans le complexe métamorphique du Limpopo. Toutefois, la succession red beds plus récente, datant du paléoprotérozoïque, contient des zircons de la même période ainsi que des zircons détritiques datés d'environ 2 Ga. Cela implique que le complexe du Limpopo et le craton du Zimbabwe ne se sont reliés au craton du Kaapvaal qu'il y a environ 2 Ga durant la formation de la ceinture mobile de Magondi qui, elle-même, provient des volumineux red beds du Paléoprotérozoïque tardif de l'Afrique australe. Des preuves de la stratification horizontale et de l'érosion fluviale se trouvent dans le massif du Waterberg dans la zone centrale du Limpopo.

## Ceinture de diorite de Barberton
La ceinture de diorite de Barberton, aussi connue sous le nom de Makhonjwa Mountains (zone qui comprend 40 % de la ceinture de diorite), est située sur le bord oriental du craton du Kaapvaal. Elle est connue pour contenir de l'or ainsi que pour sa komatiite, une roche volcanique ultramafique rare, nommée d'après la rivière Komati qui coule dans la zone. Quelques-unes des plus vieilles roches de la planète (au-delà de 3,6 Ga) se trouvent dans cette ceinture des zones Swaziland-Barberton qui contiennent aussi des traces de vie terrestre parmi les plus anciennes du monde. Seules les roches de la ceinture de diorite d'Isua (en), dans l'est du Groenland, sont plus anciennes.
La montagne de Barberton est un terrane de granite dioritique, datant de plus de 3 Ga, bien préservé. C'est une séquence de laves mafiques et ultra-mafiques et de roches métasédimentaires qui se sont déposées durant 500 millions d'années entre 3,5 et 3,2 Ga. Ces roches granitiques peuvent être divisées en deux suites : la suite TTG (environ 3,5 à 3,2 Ga), qui contient des Tonalites, des Trondhjémites et des Granodiorites ; la suite GMS (environ 3,2 à 3,1 Ga), qui contient des Granites, des Monzogranites et un petit complexe Syenitegranite. La suite GMS se retrouve en de nombreux endroits du craton et sa mise en place coïncide avec la première stabilisation de la partie centrale de la ceinture ; « La suite GMS dans le terrane de la ceinture de diorite de Barberton montre des caractéristiques internes et externe correspondant à la partie ancienne de la suite TTG. Des plutons isolés sont présents sur plusieurs milliers de kilomètres carrés et ces corps granitoïdes composites sont généralement appelés batholites, en lien avec leur composition et leur texture hétérogènes ainsi que leur énorme extension. Pour la plupart, les plutons ne sont pas déformés,. »
La zone de Barberton a subi deux épisodes tectoniques d'accrétion de terranes aux alentours de 3,5 et 3,2 Ga. Les première phases de développement du bouclier sont visibles dans la montagne de Barberton où la formation des continents eut lieu par une accrétion magmatique et une amalgamation de petits blocs proto-continentaux. Plusieurs petits blocs diachrones (3,6–3,2 Ga) ont été trouvés dans la zone. Il semble que chaque bloc représente un cycle de volcanisme en arc et de sédimentation. La formation d'Hooggenoeg est datée de 3,45 Ga. Cette phase de développement crustal fut suivie d'une période de magmatisme cratonique au Mésoarchéen (3.1–3,0 Ga) et est marquée par le développement d'un vaste arc en forme de croissant qui s'est accrété aux marges nord et ouest du bouclier du Kaapvaal en évolution. L'hypothèse est que la ceinture de diorite de l'Archéen s'est formée à partir d'une marge crustale océanique devenant une partie d'une marge de subduction-érosion. Les intrusions TTG sont censées avoir été formées par post-subduction magmatisme lorsque la subduction a été interrompue, peut-être par l'arrivée d'un micro-craton.
Le batholite de Mpuluzi (3,1 Ga), dans le terrane de granit-gneiss de Barberton, est constitué de feuillets de granite. Les parties structurelles les plus élevées sont sous-tendues par un réseau connecté (anastomosé) profond, plus ou moins déformé par des dykes et des feuillets. Selon une étude de Westraat : « Les preuves de relations intrusives multiples et celles de la géochronologie montrent que le feuilletage de granite et les assemblages de plutons se sont produits durant une période de 3 à 13 millions d'années. La relation spatiale et temporelle entre la déformation et le magma reflète des épisodes de dilatation progressive liés à la déformation le long des zones de cisaillement et de délimitation du feuilletage de granite. La transition vers des feuillets de granite principalement sub-horizontaux aux niveaux structurels supérieurs du batholite tabulaire de Mpuluzi indique l'intrusion de granites durant le raccourcissement sub-horizontal régional, lorsque la réorientation de la contrainte dans le sens vertical, aux niveaux peu profonds, permit une dilatation verticale et l’extension sub-horizontale des feuillets de granite,. »
En avril 2014, des scientifiques déclarèrent avoir trouvé les preuves de l'existence du plus grand impact météoritique connu à ce jour près de la ceinture de diorite de Barberton. Ils ont estimé que l'impact avait eu lieu il y a 3,26 milliards d'années et que l'impacteur, baptisé S2, avait un diamètre d'environ 37 à 58 km. Le cratère correspondant, s’il existe encore, n'a pas encore été découvert.

## Formation de Hooggenoeg
Il existe quelques controverses concernant l'origine et l'emplacement des suites felsiques de l'Archéen. « La majeure partie de la formation de Hooggenoeg est caractérisée par de grandes quantités de laves en coussins (pillow lava) ultramafiques, une suite trondhjémique d'intrusions felsiques siliceuses en flots rubannés et par des lits de chaille sédimentaire. Les veines de roches felsiques, de chailles et le matériau ultramafique pénètrent la ceinture. L'environnement de sédimentation était sans doute une mer peu profonde dans laquelle la formation de Hooggenoeg s'est déposée en coulant vers l'ouest, selon une faille listrique syn-sédimentaire,. »
Les roches felsiques de la formation peuvent être divisées en deux groupes : un groupe intrusif de roches peu profondes et un groupe de roches porphyriques dans les veines. Les laves de la partie supérieure de la couche felsique sont trop altérées pour pouvoir être affectées à l'un ou l'autre groupe. Le groupe intrusif renvoie à la suite TTG-pluton de Stolzburg, qui s’est infiltrée le long de la marge sud de la ceinture de diorite de Barberton. La fusion d'un quartz amphibolite éclogite est la probable origine des magmas felsiques de composition Al2O3. Les roches ultramafiques de la formation de Hooggenoeg ne sont probablement pas les « mères » des roches felsiques, mais il n’est pas certain qu'une cause tectonique soit à la base de la création de ces roches ultramafiques. Les unités felsiques de Hooggenoeg sont très similaires à celles du Craton de Yilgarn dans l'ouest australien. La similarité des paramètres géologiques, la pétrographie et la géochimie (les oligo-éléments tout particulièrement) laissent à penser qu'il existe une relation entre les deux formations et viennent à l'appui de la théorie qu'il aurait existé un continent, le continent de Vaalbara, auquel elles auraient appartenu il y a environ 3,45 Ga.

## Dôme de Johannesburg
Le dôme archéen de Johannesburg est situé dans la partie centrale du craton du Kaapvaal ; il est composé de roches granitiques trondhjémitiques et tonalitiques infiltrées dans la diorite ultramafique. Les études utilisant la datation par l'uranium-plomb (U-Pb) sur les zircons des échantillons granitoïdes donnent un âge de 3 340 ± 0.003 Ga, le plus ancien connu à ce jour. « Après la mise en place du gneiss trondhjémite-tonalite, une nouvelle période de magmatisme a eu lieu dans le dôme, ce qui a entraîné l'intrusion de dykes mafiques sous forme de hornblendes amphibolites. L'âge de ces dykes doit encore être déterminé, mais il est compris dans les limites de temps imposées par l’âge des gneiss trondhjémitiques (3,34-3,2 Ga) et celui, ultérieur, du tronçonnage des granites potassiques.
Ces roches, constituées principalement de granodiorites, sont relatives au troisième événement magmatique et occupent une surface d'envergure batholitique qui couvre la majeure partie de la zone sud du dôme. Les parties sud et sud-est du batholite sont principalement constituées de granodiorites homogènes à grain moyen datées d'environ 3,121 ± 0.005 Ga […] Ces données, associées à celles concernant les autres parties du craton, viennent à l'appui de l'hypothèse que l'évolution du craton fut longue et procéda par épisodes et qu'il s'est constitué par accrétion, la partie la plus récente étant située au nord et à l'ouest du terrane de granite-diorite de Barberton-Swaziland, daté de 3,5 Ga, situé dans sa partie sud-est,. »

### Citations originales
1. ↑  (en) « The GMS suite in the Barberton granite-greenstone terrane shows very different internal and external characteristics from the earlier TTG suite. Individual plutons may cover several thousand square kilometres and these composite granitoid bodies have traditionally been referred to as batholiths, alluding to their compositionally and texturally heterogeneous nature and enormous areal extent. For the most part, the plutons appear undeformed. »
2. ↑  (en) « Multiple intrusive relationships and geochronological evidence suggests that granite sheeting and the assembly of the pluton occurred over a period of 3–13 million years. The spatial and temporal relationship between deformation and magma emplacement reflects episodes of incremental dilation related to deformation along the bounding shear zones and granite sheeting. The transition to the mainly subhorizontal granite sheets at higher structural levels of the tabular Mpuluzi batholith indicates the intrusion of the granites during subhorizontal regional shortening, where the reorientation of the minimum normal stress to vertical attitudes at the shallow levels of emplacement allowed for vertical dilation and subhorizontal emplacement of the granite sheets. »
3. ↑  (en) « The upper part of the Hooggenoeg Formation is characterized by ultramafic massive and pillow lavas, a trondhjemitic suite of silicified felsic intrusive and flow banded rocks, and sedimentary chert beds. Veins of felsic, chert and ultramafic material intrude the belt. The depositional environment is thought to be a shoaling shallow sea in which the Hooggenoeg Formation has been deposited in a west-block down, listric faulted, synsedimentary setting »
4. ↑  (en) « Following the trondhjemite-tonalite gneiss emplacement a further period of magmatism took place on the dome, which resulted in the intrusion of mafic dykes that are manifest as hornblende amphibolites. The age of these dykes has yet to be determined quantitatively, but they fall within the time constraints imposed by the age of the trondhjemitic gneisses (3340–3200 Ma) and later, crosscutting, potassic granitoids.
These rocks consisting mainly of granodiorites constitute the third magmatic event and occupy an area of batholithic dimensions extending across most of the southern portion of the dome. The southern and southeastern parts of the batholith consist mainly of medium-grained, homogeneous, grey granodiorites dated at 3121 +/- 5 Ma....The data, combined with that from other parts of the Kaapvaal craton, further supports the view that the evolution of the craton was long-lived and episodic, and that it grew by accretionary processes, becoming generally younger to the north and west of the ca. 3.5 Ga Barberton-Swaziland granite-greenstone terrane situated in the southeastern part of the craton. »